# 2007년 한국프로야구 신인 드래프트
2007년 한국프로야구 신인선수 지명회의는 지역 연고를 바탕으로 한 1차 지명과 지역 연고에 상관없이 지명하는 2차 지명으로 나뉜다. 이번 드래프트부터 홀수 라운드에는 전년도 성적의 역순, 짝수 라운드에서는 전년도 성적 순서로 지명하는 소위 ㄹ자 드래프트가 실시되었다.
그리고 이때부터 편법을 막기 위해 유급생의 1차 지명이 금지되었다.

## 1차 지명
2007년의 1차 지명은 연고 팀당 2명의 선수와 할 수 있었다.
- 구단 순서는 2005년 성적 순

| 구단          | 출신학교                     | 성명            | 포지션          | 연도            | 입단계약일        | 입단계약조건                                                                  | 비고                                    |
| ------------- | ---------------------------- | --------------- | --------------- | --------------- | ----------------- | ----------------------------------------------------------------------------- | --------------------------------------- |
| 삼성 라이온즈 | 경주고 대구고                | 김상걸 김동욱   | 투수 포수       | 2006년          | 9월 10일 9월 15일 | 계약금 8,000만 원, 연봉 2,000만 원 계약금 1억 3천만 원, 연봉 2,000만 원       |                                         |
| 두산 베어스   | 장충고 서울고                | 이용찬 임태훈   | 투수            | 2006년          | 4월 24일          | 계약금 4억 5,000만 원, 연봉 2,000만 원 계약금 4억 2,000만 원, 연봉 2,000만 원 |                                         |
| SK 와이번스   | 안산공고 야탑고              | 김광현 나현수   | 투수            | 2006년          | 4월 27일          | 계약금 5억 원, 연봉 2,000만 원                                                | 경성대 진학(2010년 지명권 소멸)         |
| 한화 이글스   | 세광고 - 인하대 북일고       | 최진호 장필준   | 투수            | 2006년          | 9월 17일          | 계약금 1억 원, 연봉 2,000만 원                                                | 2015년 2차 1라운드 삼성 라이온즈 재지명 |
| 롯데 자이언츠 | 경남고 경남고                | 이상화 이재곤   | 투수            | 2006년          | 8월 7일 7월 12일  | 계약금 2억 원, 연봉 2,000만 원 계약금 1억 7,000만 원, 연봉 2,000만 원         |                                         |
| LG 트윈스     | 신일고 덕수고                | 봉중근 김유선   | 투수            | 2006년          | 5월 18일          | 계약금 10억 원, 연봉 3억 5천만 원 계약금 3억 5천만 원, 연봉 2,000만 원        |                                         |
| 현대 유니콘스 | 1차 지명권 없음              | 1차 지명권 없음 | 1차 지명권 없음 | 1차 지명권 없음 | 1차 지명권 없음   | 1차 지명권 없음                                                               | 1차 지명권 없음                         |
| KIA 타이거즈  | 광주일고 - 인하대 광주진흥고 | 오준형 정영일   | 투수            | 2006년          | 7월 4일           | 계약금 1억 8,000만 원, 연봉 2,000만 원                                        | 2014년 8차 5라운드 SK 와이번스 재지명   |

## 2차 지명
※이름에 가로줄이 그어진 것은 구단이 해당 선수에 대한 지명권을 포기했음을 의미함.
| 지명 순위 | KIA                        | 현대                   | LG                     | 롯데                   | 한화                   | SK                     | 두산                   | 삼성                   |
| --------- | -------------------------- | ---------------------- | ---------------------- | ---------------------- | ---------------------- | ---------------------- | ---------------------- | ---------------------- |
| 1         | 양현종 (광주동성고,투수)   | 장시환 (북일고,투수)   | 박용근 (영남대,내야)   | 이웅한 (공주고,투수)   | 김혁민 (성남서고,투수) | 이창욱 (고려대,투수)   | 이원재 (중앙고,투수)   | 백정현 (상원고,투수)   |
| 2         | 김연훈 (성균관대,내야)     | 임태준 (전주고,포수)   | 김태식 (공주고,투수)   | 김민성 (덕수정보,내야) | 최연오 (연세대,포수)   | 김기현 (마산고,투수)   | 이두환 (장충고,포수)   | 추승민 (구미전공,투수) |
| 3         | 이호신 (경희대,외야)       | 김남형 (인천고,내야)   | 이승우 (장충고,투수)   | 박세진 (충암고,투수)   | 김강 (광주일고,내야)   | 위대한 (부산고,투수)   | 권영준 (중앙고,내야)   | 임익준 (동성고,내야)   |
| 4         | 성민규 (네브래스카대,외야) | 조성원 (광주일고,포수) | 최유건 (덕수정보,투수) | 손아섭 (부산고,내야)   | 김경택 (북일고,투수)   | 한윤기 (신일고,투수)   | 김강률 (경기고,투수)   | 김종호 (건국대,외야)   |
| 5         | 권윤민 (시카고 컵스,포수)  | 박종선 (용마고,투수)   | 유정민 (선린인고,투수) | 이중훈 (동의대,포수)   | 서정 (성균관대,외야)   | 박윤 (인천고,내야)     | 이정민 (춘천고,내야)   | 김상준 (안산공고,외야) |
| 6         | 김주현 (덕수정보,내야)     |                        | 나성용 (진흥고,포수)   | 황진수 (공주고,내야)   | 손재윤 (공주고,내야)   | 이천웅 (성남서고,투수) | 이용호 (덕수정보,투수) | 이병용 (서울고,투수)   |
| 7         | 김재율 (광주일고,내야)     |                        |                        | 김용진 (김해고,내야)   | 장동웅 (천안북일,포수) |                        | 조영민 (홍익대,투수)   | 이동걸 (동국대,투수)   |
| 8         | 박윤식 (인하대,외야)       |                        |                        |                        | 경정수 (청주기공,내야) |                        | 장동우 (경기고,내야)   | 정윤혁 (대구고,내야)   |
| 9         | 전준수 (광주일고,외야)     |                        |                        |                        |                        |                        | 문준용 (진흥고,내야)   | 이종훈 (대구고,투수)   |

※'ㄹ'자 방식으로 지명 순서를 정함.

## 참조
1. ↑  입단 후 내야수로 전향
2. ↑  단국대학교 진학
3. ↑  충암고, 한광고에서 2번씩 전학
4. ↑  영남대학교 진학
5. ↑  연세대학교 진학
6. ↑  동아대학교 진학